# Ampfelbronn
Ampfelbronn ist ein Wohnplatz auf der Gemarkung Mühlhausen der Gemeinde Eberhardzell im Landkreis Biberach. 

## Geschichte
Die Geschichte Ampfelbronns ist mit einem niederadeligen Geschlecht verbunden, das von 1330 bis 1451 genannt wurde und aufgrund von Wappenähnlichkeiten möglicherweise mit den Herren von Hummertsried verwandt war. Frühzeitig sind Angehörige in Memmingen und Lindau beurkundet. Seit dem 15. Jahrhundert war Ampfelbronn im Besitz des Klosters Waldsee. Im Zuge der Gebietsreform in Baden-Württemberg wurde Ampfelbronn am 1. März 1972 als Teil der Gemeinde Mühlhausen nach Eberhardzell eingemeindet.

## Lage
Ampfelbronn grenzt im Nordwesten an die Umlach, während der Mühlbach durch den Ort fließt  und in die Umlach mündet. Der Ort liegt östlich der Europäischen Hauptwasserscheide. Die Grenze der Einzugsgebiete von Umlach und Mühlbach verläuft durch Ampfelbronn, wodurch der nördliche und der westliche Teil zum Einzugsgebiet der Umlach und der südöstliche Teil zum Einzugsgebiet des in die Umlach mündenden Mühlbachs gehört.
Ampfelbronn liegt im Naturraum Riß-Aitrach-Platten (Nr. 41), der zur Großlandschaft Donau-Iller-Lech-Platte (Nr. 4) gehört, und befindet sich etwa 3,5 Kilometer östlich der Grenze zum Naturraum Oberschwäbisches Hügelland (Nr. 32) in der Großlandschaft Voralpines Hügel- und Moorland (Nr. 3) sowie circa 300 Meter nordöstlich des Naturschutzgebiets Mauchenmühle.

## Verkehrsanbindung
Ampfelbronn liegt an der Bundesstraße 465 zwischen Bad Wurzach und Unteressendorf. In östlicher Richtung führt die B 465 weiter nach Bad Wurzach und schließlich nach Leutkirch, wo Anschluss an die Autobahn A 96 besteht. Westlich erreicht man über die B 465 Unteressendorf, von wo aus die Straße in nördlicher Richtung über Biberach nach Ulm und in südlicher Richtung nach Ravensburg und zum Bodensee führt. Nach Norden zweigt die Kreisstraße K 7573 ab, die nach Hummertsried und weiter in Richtung Füramoos verläuft. 
Für Radfahrer verläuft eine Freizeitroute des Radnetzes Baden-Württemberg in nördlicher Richtung über Mühlhausen und Eberhardzell nach Biberach. Südlich führt eine Gemeindeverbindungsstraße über die Einöde Mauchenmühle und am St.-Magnus Hof vorbei zur Kreisstraße K 7933, die nach Osterhofen führt.

## Wirtschaft
In Ampfelbronn betreibt die Firma Limousinzuchtbetrieb Spieler eine Limousinzucht, die Zuchttiere und Deckbullen anbietet. Zudem unterhält der Betrieb ein Kürbisparadies, in dem in der Kürbissaison Zier- und Speisekürbisse sowie gravierte Kürbisse angeboten werden und Kürbisführungen stattfinden.